# 伊斯特本码头

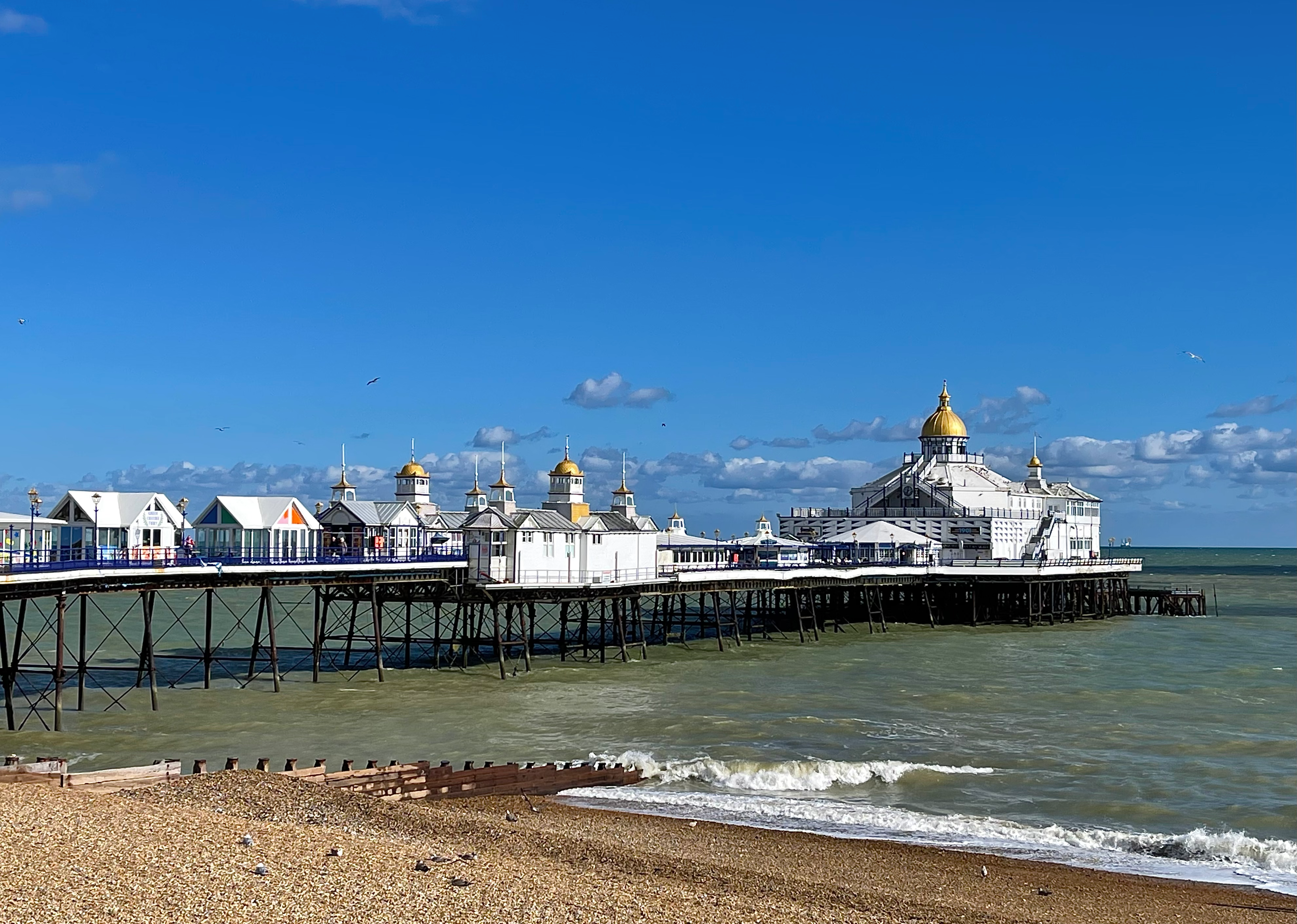

伊斯特本码头（Eastbourne Pier）是位于英格兰南海岸東薩塞克斯郡伊斯特本的一个海滨娱乐码头。码头最初是在1863年底被人提議建造，1870年6月13日對外開放，1872年全部完工。